# Château de Marcq
Le château de Marcq est un château situé à Marcq, en France. C'est davantage une grosse maison bourgeoise du XVIIIe siècle qu'un château.

## Localisation
Le château de Marcq est situé sur la commune de Marcq, dans le département français des Ardennes. Il est situé à proximité de la place du village, du Monument aux Morts et de la Mairie.

## Description
Le corps de logis n'a pas connu de modifications importantes depuis sa construction, avec sept travées aux fenêtres rehaussées d'encadrements et de bandeaux de pierre. C'est davantage une maison de maîtres, une maison bourgeoise, qu'un château. Le toit, en hauteur, avec comble, est assez typique de l'architecture du XVIIe siècle, et la façade principale se rattache davantage, par son style, au XVIIIe siècle. L'utilisation de la pierre dans les entourages de fenêtres, déjà citée, les chaînes d’angle, et le cordon séparant les niveaux, renforcent le dessin de cette façade, ces différents éléments se détachant sur un fond de briques rouges.
La cour devant ce corps de logis est partiellement fermée par un autre bâtiment. Un cadastre ancien montre que la cour d'entrée possédait une aile sud, détruite après la Première Guerre mondiale et remplacée par un muret. 
À l'ouest, l'aile d'entrée de la cour a fait aussi à cette époque l'objet d'une reconstruction presque totale, excepté le passage au centre, qui donne vers l'arrière de la mairie. Ce passage au centre permettant d'entrer dans la cour comprend une porte charretière et une porte piétonne. Une date, 1760, est sculptée.

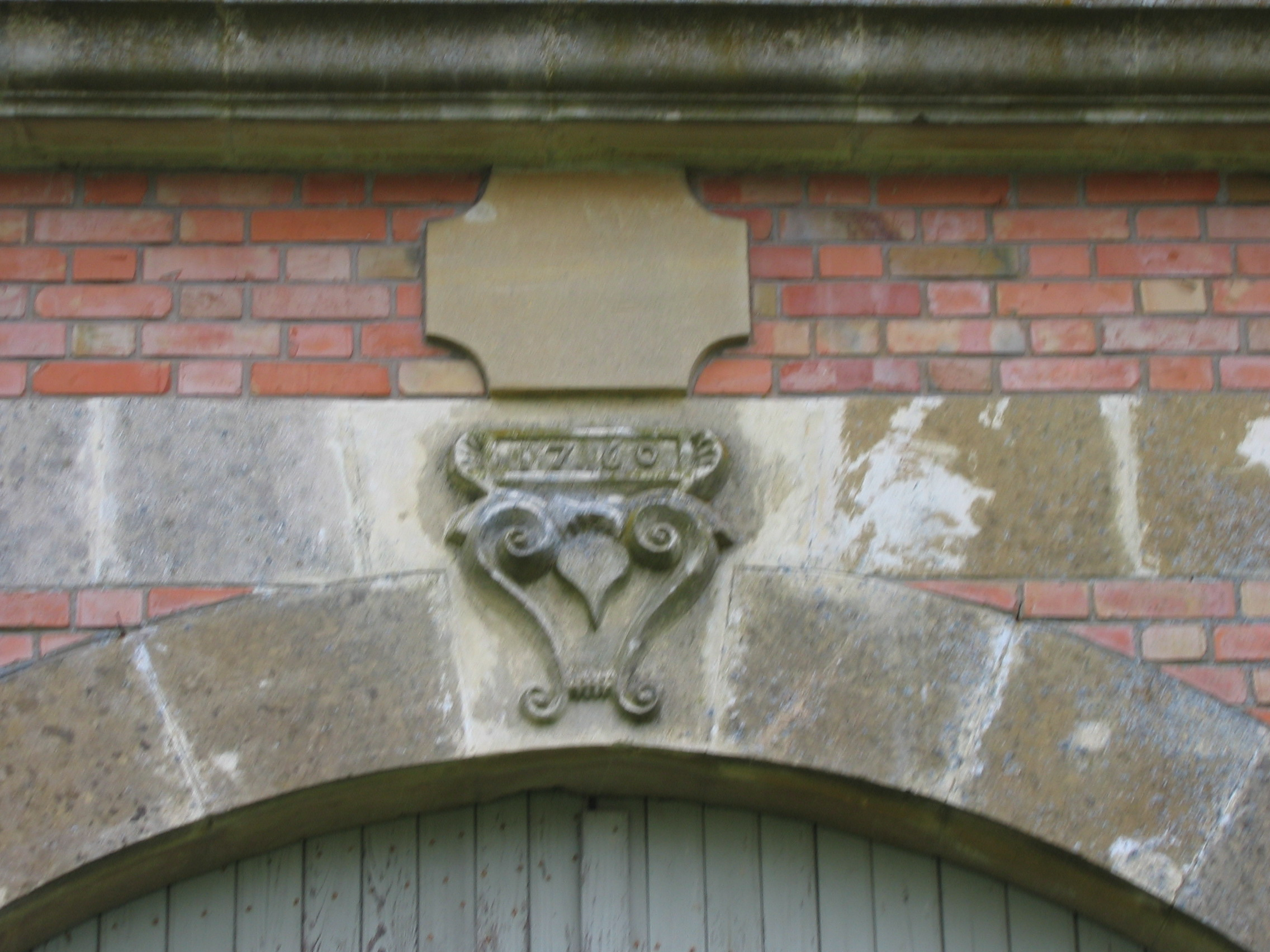
Date au-dessus du passage

## Historique
La construction est attribuée à Nicolas Dérué (1718-1777), seigneur en partie de Marcq et maître des forges de Champigneulle, dont la famille possédait déjà une construction à l'autre extrémité du village. Sa fille Charlotte Alexisse épouse Gérard Guérin d'Harricourt. La propriété est ainsi transmise, de génération à génération et de fille en fille exclusivement, d'où des changements de patronymes, passant de la famille Dérué à la famille Guérin, puis de la famille Guérin à la famille Brizard, puis de la famille Brizard à la famille Delbeck (Victor Albert Delbeck, maire de Marcq), puis de la famille Delbeck à la famille Mercier, puis Docquin et enfin Breton. Au lendemain de la seconde guerre mondiale, le château, déjà propriété des Docquin était appelé couramment Château Mercier. Il s'agit chaque fois de propriétaires de terres et d'agriculteurs locaux, excepté les Docquin brasseurs à Sedan,. Les propriétaires actuels n'ont plus de lien avec ces familles.
Lors des conflits de 1914-1918 puis de 1939-1945, la propriété est utilisée par les Allemands comme camp de prisonniers. Un mirador avait été construit à l'arrière du château en 1941. Des travaux de restauration ont été entrepris entre 2009 et mai 2011, avec l'appui technique de l'architecte des bâtiments de France. Ces travaux ont permis la restauration des maçonneries et ouvertures des façades principales, la restitution de perrons et escaliers en pierre de Jeaumont blanc ainsi que le remplacement des portes en chêne.
L'édifice est inscrit au titre des monuments historiques en 2002.